# 캐서린 데일 오웬

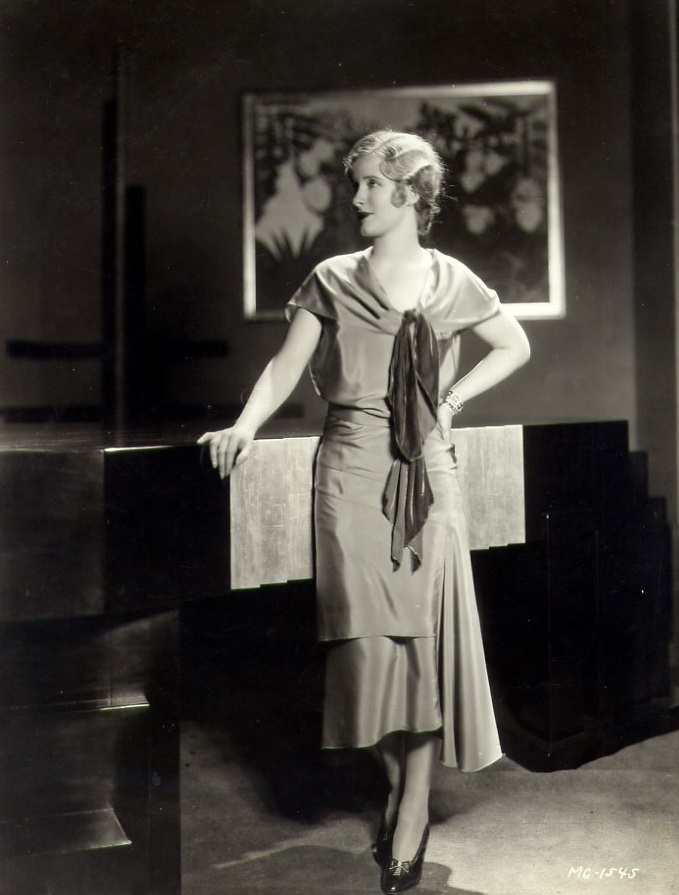

캐서린 데일 오웬(Catherine Dale Owen, 1900년 7월 28일 ~ 1965년 9월 7일)은 미국의 배우, 연극 배우, 영화배우이다.
루이빌에서 태어났으며 뉴욕에서 사망하였다. 사인은 뇌졸중이다.

## 영화
- 무모한 천성 (1930년)
- 로그 송 (1930년)